# Maroilles (Norte)
Maroilles é uma comuna francesa na região administrativa de Altos da França, no departamento do Norte. Estende-se por uma área de 22.13 km². Em 2010 a comuna tinha 1 439 habitantes (densidade: 65 hab./km²).